# Цар на сърби и гърци
„Цар на сърби и гърци“ или „цар на сърби и ромеи“ е официалният титул на Стефан Душан след коронясването му на църковно-народен събор в Скопие на Великден, 16 април 1346 г. 
Пълната титла на Стефан Душан е „Василевс и автократор на сърби и ромеи“ (на гръцки: Bασιλεὺς καὶ αὐτoκράτωρ Σερβίας καὶ Pωμανίας). Титлата му е призната от Търновското царство и другите страни, но не и от Византия. Според византийския ойкуменизъм титулът на Душан е на гръцки: Στέφανος ἐν Χριστῷ τῷ θεῷ πιστὸς βασιλεὺς καὶ αὐτoκράτωρ Σερβίας καὶ Pωμανίας и на среднобългарски: Стефанъ въ Христа бога вѣрни царъ Србълѥмъ и Гръкомъ.
Царският титул е наследен от сина на Душан – Стефан Урош V. На юг в Тесалия, Епир и Южна Македония за цар се прогласява Душановият полубрат Симеон Урош Палеолог като владетел на немалка територия, означавана и като Епирско царство, своеобразно наследство от Епирското деспотство.
След битката при Чирмен титлата изчезва от употреба, а последният владетел на Търновското царство Иван Шишман се титулова в писма до боляри като „Господин Търновски“.